# Khương Tề
Khương Tề (chữ Hán: 姜齐), hay Khương tính Tề quốc (姜姓齐国), là một giai đoạn lịch sử của nước Tề, một chư hầu nhà Chu ở thời kì Xuân Thu, do Khương Tử Nha được phân phong mà thành lập.
Vào thời Xuân Thu, Tề quốc là quốc gia đầu tiên trong các chư hầu bành trướng thế lực bá chủ, bởi vị quốc chủ Tề Hoàn công, người đứng đầu trong hàng ngũ Ngũ bá nổi tiếng trong lịch sử. Đến đầu thời kỳ Chiến Quốc, nước Tề của họ Khương dần suy yếu, cuối cùng Chu An vương đã phong Điền Hòa làm Tề hầu, chính trường nước Tề họ Khương chính thức chuyển sang tay họ Điền, nhưng quốc hiệu vẫn gọi là Tề quốc, vì vậy được sử sách gọi là Điền Tề để khác biệt với thời kì do họ Khương làm chủ Tề quốc.

## Lịch sử
Nước Tề thành lập đầu thời kỳ Tây Chu, đương thời do Chu Vũ vương vì muốn ban thưởng cho các công thần và tôn thất nên đã thi hành chế độ phong kiến, phong cho Khương Tử Nha tới đất Tề (nay thuộc tỉnh Hồ Nam), nhưng sau khi Vũ vương chết thì phát sinh loạn tam giám, Chu Công Cơ Đán khi đó đang chấp chính phải tự thân đem quân sang chinh phạt phía đông. Sau khi dẹp loạn xong, do muốn khống chế sự nổi dậy của các thế lực cát cứ tại địa phương nên ông đã quyết định di dời quân chủ của nước Tề, khi đó là Khương Cấp, con trai của Khương Tử Nha, tới khu vực ngày nay là bán đảo Sơn Đông, để cai quản vùng này.
Thời kỳ đầu Xuân Thu, nước Tề có đối thủ cạnh tranh chủ yếu là nước Lỗ, giữa hai nước thường xuyên phát sinh chiến tranh. Năm 689 TCN, Tề Tương công tiêu diệt nước Kỷ, loại bỏ chướng ngại vật ở phía đông. Năm 686 TCN, Công Tôn Vô Tri giết Tề Tương công để tự xưng là Quân chủ của nước Tề. Công tử Củ chạy sang nước Lỗ, công tử Tiểu Bạch chạy sang nước Cử. Hai tháng sau, Vô Tri bị giết. Nước Lỗ công phạt nước Tề, yêu cầu lập công tử Củ, nhưng hai họ lớn tại Tề khi đó là Cao, Quốc đã mời công tử Tiểu Bạch về trước, đánh bại quân Lỗ, lập Tiểu Bạch làm quân chủ, tức Tề Hoàn công. Hoàn công dùng Quản Trọng tiến hành công cuộc cải cách làm cho sức mạnh của Tề tăng lên, biến Tề thành bá chủ một vùng.
Năm 684 TCN, Tề diệt tiểu quốc Đàm ở phía tây, tiến tới sát nước Lỗ. Năm 681 TCN, Tề lại cùng Tống, Trần, Sái, Chu hợp quân tiến xuống phía nam diệt tiểu quốc Toại, buộc Lỗ phải cùng Tề hòa giải, thề tại Kha. Năm sau, Tề lại giả vương mệnh hợp cùng Trần, Tào chinh phạt Tống, buộc Tống phải khuất phục, sau lại cùng Tống, Vệ, Trịnh họp tại Quyện. Năm sau lại cùng Tống, Trần, Vệ, Trịnh họp tại Quyện, mở đầu thời kỳ xưng bá chư hầu.
Giữa thời Xuân Thu, Tề Hoàn công áp dụng chính sách Tôn vương Nhướng di (尊王攘夷) để hiệu triệu, liên hợp các chư hầu Trung Nguyên đem quân thảo phạt Nhung, Địch, Từ, Sở. Năm 664 TCN, Tề đem quân lên phía bắc chinh phạt Sơn Nhung, cứu nước Yên; sau lại đuổi Địch, giữ nước Hình, cứu nước Vệ; năm 656 TCN, Tề hợp quân chư hầu qua Sái để phạt Sở, buộc Sở phải thề tại Triệu Lăng. Sau đó Tề nhiều lần đại hội chư hầu.
Năm 651 TCN, Tề hội quân cùng Lỗ, Tống, Vệ, Trịnh, Hứa, Tào tại Quỳ Khâu (葵丘). Bá nghiệp của Tề đạt tới đỉnh cao. Năm 643 TCN, Tề Hoàn công chết, sau đó Tề cũng dần đánh mất địa vị bá chủ.
Năm 589 TCN, quân hai nước Tề, Tấn đánh nhau tại An (nay là Tế Nam, Sơn Đông), Tề đại bại. Đến thời Linh công, Cảnh công, Tề là cường quốc sau Tấn tại Trung Nguyên. Năm 567 TCN, Tề Linh công diệt Lai, cương thổ mở rộng tới phía đông Sơn Đông: phía đông giáp biển, phía tây tới Hoàng Hà, phía nam tới Thái Sơn, phía bắc tới Vô Lệ Thủy (nay là phía nam huyện Diêm Sơn, địa cấp thị Thương Châu, tỉnh Hà Bắc).
Cuối thời Xuân Thu, Tề quốc suy yếu. Các khanh đại phu chuyên quyền. Năm 548 TCN, Thôi Trữ giết Trang công, lập Tề Cảnh công. Năm 546 TCN, Khánh Phong diệt chi tộc họ Thôi. Khánh Phong nắm quyền bính tại Tề. Năm sau, Khánh Xá cùng 4 họ Loan, Cao (hậu duệ Tề Huệ công), Trần (tức họ Điền), Bảo tấn công Khánh Phong, Khánh Phong chạy sang Ngô. Thời Tề Cảnh công, Điền Hoàn tử Vô Vũ là người nhân ái, nhiều người dân hướng về họ Trần, do đó họ tộc này mạnh dần lên.
Năm 532 TCN, Điền Hoàn tử liên hợp cùng họ Bảo tấn công các họ Loan, Cao. Các thủ lĩnh của hai họ này là Loan Thi, Cao Cương chạy sang nước Lỗ. Năm 489 TCN, Tề Cảnh công chết, hai họ Quốc, Cao (hậu duệ của Tề Văn công) lập Yến Nhụ Tử làm quân chủ nước Tề. Năm sau, Điền Hi tử Khất liên hợp cùng họ Bảo tấn công họ Quốc, họ Cao. Quốc Hạ, Cao Trương chạy sang nước Lỗ. Điền Hi tử sau đó giết luôn cả Yến Nhụ Tử, lập công tử Dương Sinh làm Tề Điệu công. Tề Điệu công ở ngôi 4 năm thì bị giết, Hám Chỉ nắm quyền. Năm 481 TCN, Điền Thành tử Hằng giết Hám Chỉ cùng Tề Giản công, nắm quyền bính nước Tề. Năm 386 TCN, chắt của Điền Thành tử là Điền Hòa được lập làm chư hầu của nhà Chu, dời Tề Khang công ra vùng ven biển.
Năm 379 TCN, Khang công chết. Khương Tề diệt vong.

## Nước Tề của họ Điền
Năm 481 TCN, con Điền Khất là Điền Hằng (Điền Thành tử) giết Tề Giản công cùng nhiều tôn thất của nước Tề, lập Tề Bình công làm quân chủ nước Tề. Thực chất Điền Hằng cai quản mọi công việc triều chính, nhưng áp dụng chính sách khôn khéo để tranh thủ lòng dân.
Năm 391 TCN, chắt của Điền Thành tử là Điền Hòa phế Tề Khang công. Năm 386 TCN, Điền Hòa trục xuất Tề Khang công ra vùng duyên hải, tự lập làm quốc quân, cùng năm được Chu An Vương phong làm Tề hầu. Năm 379 TCN, Tề Khang công chết, họ Khương tại Tề quốc tuyệt tự. Tuy nhiên, họ Điền vẫn lấy quốc hiệu là Tề, vì thế gọi giai đoạn sau này của Tề là Điền Tề.

## Các sự kiện đáng chú ý
- Trận Trường Chước
- Hội Quỳ Khâu

## Nhân vật

### Quân chủ
|                                         |                                         |                                         |                                         |                                         |                                         |  |  |                                      |                                      |                                      |                                      |                                      |                                      |  |  |                                       |                                       |                                       |                                       |                                       |                                       |  |  |                                      |                                      |                                      |                                      |                                      |                                      |  |  | (1)Tề Thái công                                |                                        |                                        |                                        |                                        |                                        |  |  |                                                             |                                                             |                                                             |                                                             |                                                             |                                                             |  |  |                       |                       |                       |                       |                       |                       |  |  |              |              |              |              |              |              |  |  |                |                |                |                |                |                |  |  |                                  |                                  |                                  |                                  |                                  |                                  |  |  |  |  |  |  |  |  |  |  |  |  |  |  |  |  |  |  |  |  |  |  |  |  |  |  |  |  |  |  |  |  |  |  |  |  |
|                                         |                                         |                                         |                                         |                                         |                                         |  |  |                                      |                                      |                                      |                                      |                                      |                                      |  |  |                                       |                                       |                                       |                                       |                                       |                                       |  |  |                                      |                                      |                                      |                                      |                                      |                                      |  |  |                                                |                                        |                                        |                                        |                                        |                                        |  |  |                                                             |                                                             |                                                             |                                                             |                                                             |                                                             |  |  |                       |                       |                       |                       |                       |                       |  |  |              |              |              |              |              |              |  |  |                |                |                |                |                |                |  |  |                                  |                                  |                                  |                                  |                                  |                                  |  |  |  |  |  |  |  |  |  |  |  |  |  |  |  |  |  |  |  |  |  |  |  |  |  |  |  |  |  |  |  |  |  |  |  |  |
|                                         |                                         |                                         |                                         |                                         |                                         |  |  |                                      |                                      |                                      |                                      |                                      |                                      |  |  |                                       |                                       |                                       |                                       |                                       |                                       |  |  |                                      |                                      |                                      |                                      |                                      |                                      |  |  | (2)Tề Đinh công                                |                                        |                                        |                                        |                                        |                                        |  |  |                                                             |                                                             |                                                             |                                                             |                                                             |                                                             |  |  |                       |                       |                       |                       |                       |                       |  |  |              |              |              |              |              |              |  |  |                |                |                |                |                |                |  |  |                                  |                                  |                                  |                                  |                                  |                                  |  |  |  |  |  |  |  |  |  |  |  |  |  |  |  |  |  |  |  |  |  |  |  |  |  |  |  |  |  |  |  |  |  |  |  |  |
|                                         |                                         |                                         |                                         |                                         |                                         |  |  |                                      |                                      |                                      |                                      |                                      |                                      |  |  |                                       |                                       |                                       |                                       |                                       |                                       |  |  |                                      |                                      |                                      |                                      |                                      |                                      |  |  |                                                |                                        |                                        |                                        |                                        |                                        |  |  |                                                             |                                                             |                                                             |                                                             |                                                             |                                                             |  |  |                       |                       |                       |                       |                       |                       |  |  |              |              |              |              |              |              |  |  |                |                |                |                |                |                |  |  |                                  |                                  |                                  |                                  |                                  |                                  |  |  |  |  |  |  |  |  |  |  |  |  |  |  |  |  |  |  |  |  |  |  |  |  |  |  |  |  |  |  |  |  |  |  |  |  |
|                                         |                                         |                                         |                                         |                                         |                                         |  |  |                                      |                                      |                                      |                                      |                                      |                                      |  |  |                                       |                                       |                                       |                                       |                                       |                                       |  |  |                                      |                                      |                                      |                                      |                                      |                                      |  |  |                                                |                                        |                                        |                                        |                                        |                                        |  |  |                                                             |                                                             |                                                             |                                                             |                                                             |                                                             |  |  |                       |                       |                       |                       |                       |                       |  |  |              |              |              |              |              |              |  |  |                |                |                |                |                |                |  |  |                                  |                                  |                                  |                                  |                                  |                                  |  |  |  |  |  |  |  |  |  |  |  |  |  |  |  |  |  |  |  |  |  |  |  |  |  |  |  |  |  |  |  |  |  |  |  |  |
|                                         |                                         |                                         |                                         |                                         |                                         |  |  |                                      |                                      |                                      |                                      |                                      |                                      |  |  |                                       |                                       |                                       |                                       |                                       |                                       |  |  |                                      |                                      |                                      |                                      |                                      |                                      |  |  | (3)Tề Ất công                                  | (3)Tề Ất công                          | (3)Tề Ất công                          | (3)Tề Ất công                          | (3)Tề Ất công                          | (3)Tề Ất công                          |  |  | Quý Tử Thôi thị                                             | Quý Tử Thôi thị                                             | Quý Tử Thôi thị                                             | Quý Tử Thôi thị                                             | Quý Tử Thôi thị                                             | Quý Tử Thôi thị                                             |  |  |                       |                       |                       |                       |                       |                       |  |  |              |              |              |              |              |              |  |  |                |                |                |                |                |                |  |  |                                  |                                  |                                  |                                  |                                  |                                  |  |  |  |  |  |  |  |  |  |  |  |  |  |  |  |  |  |  |  |  |  |  |  |  |  |  |  |  |  |  |  |  |  |  |  |  |
|                                         |                                         |                                         |                                         |                                         |                                         |  |  |                                      |                                      |                                      |                                      |                                      |                                      |  |  |                                       |                                       |                                       |                                       |                                       |                                       |  |  |                                      |                                      |                                      |                                      |                                      |                                      |  |  | (3)Tề Ất công                                  | (3)Tề Ất công                          | (3)Tề Ất công                          | (3)Tề Ất công                          | (3)Tề Ất công                          | (3)Tề Ất công                          |  |  | Quý Tử Thôi thị                                             | Quý Tử Thôi thị                                             | Quý Tử Thôi thị                                             | Quý Tử Thôi thị                                             | Quý Tử Thôi thị                                             | Quý Tử Thôi thị                                             |  |  |                       |                       |                       |                       |                       |                       |  |  |              |              |              |              |              |              |  |  |                |                |                |                |                |                |  |  |                                  |                                  |                                  |                                  |                                  |                                  |  |  |  |  |  |  |  |  |  |  |  |  |  |  |  |  |  |  |  |  |  |  |  |  |  |  |  |  |  |  |  |  |  |  |  |  |
|                                         |                                         |                                         |                                         |                                         |                                         |  |  |                                      |                                      |                                      |                                      |                                      |                                      |  |  |                                       |                                       |                                       |                                       |                                       |                                       |  |  |                                      |                                      |                                      |                                      |                                      |                                      |  |  | (4)Tề Quý công                                 |                                        |                                        |                                        |                                        |                                        |  |  |                                                             |                                                             |                                                             |                                                             |                                                             |                                                             |  |  |                       |                       |                       |                       |                       |                       |  |  |              |              |              |              |              |              |  |  |                |                |                |                |                |                |  |  |                                  |                                  |                                  |                                  |                                  |                                  |  |  |  |  |  |  |  |  |  |  |  |  |  |  |  |  |  |  |  |  |  |  |  |  |  |  |  |  |  |  |  |  |  |  |  |  |
|                                         |                                         |                                         |                                         |                                         |                                         |  |  |                                      |                                      |                                      |                                      |                                      |                                      |  |  |                                       |                                       |                                       |                                       |                                       |                                       |  |  |                                      |                                      |                                      |                                      |                                      |                                      |  |  |                                                |                                        |                                        |                                        |                                        |                                        |  |  |                                                             |                                                             |                                                             |                                                             |                                                             |                                                             |  |  |                       |                       |                       |                       |                       |                       |  |  |              |              |              |              |              |              |  |  |                |                |                |                |                |                |  |  |                                  |                                  |                                  |                                  |                                  |                                  |  |  |  |  |  |  |  |  |  |  |  |  |  |  |  |  |  |  |  |  |  |  |  |  |  |  |  |  |  |  |  |  |  |  |  |  |
|                                         |                                         |                                         |                                         |                                         |                                         |  |  |                                      |                                      |                                      |                                      |                                      |                                      |  |  |                                       |                                       |                                       |                                       |                                       |                                       |  |  |                                      |                                      |                                      |                                      |                                      |                                      |  |  |                                                |                                        |                                        |                                        |                                        |                                        |  |  |                                                             |                                                             |                                                             |                                                             |                                                             |                                                             |  |  |                       |                       |                       |                       |                       |                       |  |  |              |              |              |              |              |              |  |  |                |                |                |                |                |                |  |  |                                  |                                  |                                  |                                  |                                  |                                  |  |  |  |  |  |  |  |  |  |  |  |  |  |  |  |  |  |  |  |  |  |  |  |  |  |  |  |  |  |  |  |  |  |  |  |  |
|                                         |                                         |                                         |                                         |                                         |                                         |  |  |                                      |                                      |                                      |                                      |                                      |                                      |  |  | (5)Tề Ai công ?-?-878 TCN             | (5)Tề Ai công ?-?-878 TCN             | (5)Tề Ai công ?-?-878 TCN             | (5)Tề Ai công ?-?-878 TCN             | (5)Tề Ai công ?-?-878 TCN             | (5)Tề Ai công ?-?-878 TCN             |  |  | (6)Tề Hồ công ?-878 TCN - 860 TCN    | (6)Tề Hồ công ?-878 TCN - 860 TCN    | (6)Tề Hồ công ?-878 TCN - 860 TCN    | (6)Tề Hồ công ?-878 TCN - 860 TCN    | (6)Tề Hồ công ?-878 TCN - 860 TCN    | (6)Tề Hồ công ?-878 TCN - 860 TCN    |  |  | (7)Tề Hiến công ?-860 TCN - 851 TCN            | (7)Tề Hiến công ?-860 TCN - 851 TCN    | (7)Tề Hiến công ?-860 TCN - 851 TCN    | (7)Tề Hiến công ?-860 TCN - 851 TCN    | (7)Tề Hiến công ?-860 TCN - 851 TCN    | (7)Tề Hiến công ?-860 TCN - 851 TCN    |  |  |                                                             |                                                             |                                                             |                                                             |                                                             |                                                             |  |  |                       |                       |                       |                       |                       |                       |  |  |              |              |              |              |              |              |  |  |                |                |                |                |                |                |  |  |                                  |                                  |                                  |                                  |                                  |                                  |  |  |  |  |  |  |  |  |  |  |  |  |  |  |  |  |  |  |  |  |  |  |  |  |  |  |  |  |  |  |  |  |  |  |  |  |
|                                         |                                         |                                         |                                         |                                         |                                         |  |  |                                      |                                      |                                      |                                      |                                      |                                      |  |  | (5)Tề Ai công ?-?-878 TCN             | (5)Tề Ai công ?-?-878 TCN             | (5)Tề Ai công ?-?-878 TCN             | (5)Tề Ai công ?-?-878 TCN             | (5)Tề Ai công ?-?-878 TCN             | (5)Tề Ai công ?-?-878 TCN             |  |  | (6)Tề Hồ công ?-878 TCN - 860 TCN    | (6)Tề Hồ công ?-878 TCN - 860 TCN    | (6)Tề Hồ công ?-878 TCN - 860 TCN    | (6)Tề Hồ công ?-878 TCN - 860 TCN    | (6)Tề Hồ công ?-878 TCN - 860 TCN    | (6)Tề Hồ công ?-878 TCN - 860 TCN    |  |  | (7)Tề Hiến công ?-860 TCN - 851 TCN            | (7)Tề Hiến công ?-860 TCN - 851 TCN    | (7)Tề Hiến công ?-860 TCN - 851 TCN    | (7)Tề Hiến công ?-860 TCN - 851 TCN    | (7)Tề Hiến công ?-860 TCN - 851 TCN    | (7)Tề Hiến công ?-860 TCN - 851 TCN    |  |  |                                                             |                                                             |                                                             |                                                             |                                                             |                                                             |  |  |                       |                       |                       |                       |                       |                       |  |  |              |              |              |              |              |              |  |  |                |                |                |                |                |                |  |  |                                  |                                  |                                  |                                  |                                  |                                  |  |  |  |  |  |  |  |  |  |  |  |  |  |  |  |  |  |  |  |  |  |  |  |  |  |  |  |  |  |  |  |  |  |  |  |  |
|                                         |                                         |                                         |                                         |                                         |                                         |  |  |                                      |                                      |                                      |                                      |                                      |                                      |  |  |                                       |                                       |                                       |                                       |                                       |                                       |  |  |                                      |                                      |                                      |                                      |                                      |                                      |  |  | (8)Tề Vũ công ?-851 TCN - 825 TCN              |                                        |                                        |                                        |                                        |                                        |  |  |                                                             |                                                             |                                                             |                                                             |                                                             |                                                             |  |  |                       |                       |                       |                       |                       |                       |  |  |              |              |              |              |              |              |  |  |                |                |                |                |                |                |  |  |                                  |                                  |                                  |                                  |                                  |                                  |  |  |  |  |  |  |  |  |  |  |  |  |  |  |  |  |  |  |  |  |  |  |  |  |  |  |  |  |  |  |  |  |  |  |  |  |
|                                         |                                         |                                         |                                         |                                         |                                         |  |  |                                      |                                      |                                      |                                      |                                      |                                      |  |  |                                       |                                       |                                       |                                       |                                       |                                       |  |  |                                      |                                      |                                      |                                      |                                      |                                      |  |  |                                                |                                        |                                        |                                        |                                        |                                        |  |  |                                                             |                                                             |                                                             |                                                             |                                                             |                                                             |  |  |                       |                       |                       |                       |                       |                       |  |  |              |              |              |              |              |              |  |  |                |                |                |                |                |                |  |  |                                  |                                  |                                  |                                  |                                  |                                  |  |  |  |  |  |  |  |  |  |  |  |  |  |  |  |  |  |  |  |  |  |  |  |  |  |  |  |  |  |  |  |  |  |  |  |  |
|                                         |                                         |                                         |                                         |                                         |                                         |  |  |                                      |                                      |                                      |                                      |                                      |                                      |  |  |                                       |                                       |                                       |                                       |                                       |                                       |  |  |                                      |                                      |                                      |                                      |                                      |                                      |  |  | (9)Tề Lệ công ?-825 TCN - 816 TCN              |                                        |                                        |                                        |                                        |                                        |  |  |                                                             |                                                             |                                                             |                                                             |                                                             |                                                             |  |  |                       |                       |                       |                       |                       |                       |  |  |              |              |              |              |              |              |  |  |                |                |                |                |                |                |  |  |                                  |                                  |                                  |                                  |                                  |                                  |  |  |  |  |  |  |  |  |  |  |  |  |  |  |  |  |  |  |  |  |  |  |  |  |  |  |  |  |  |  |  |  |  |  |  |  |
|                                         |                                         |                                         |                                         |                                         |                                         |  |  |                                      |                                      |                                      |                                      |                                      |                                      |  |  |                                       |                                       |                                       |                                       |                                       |                                       |  |  |                                      |                                      |                                      |                                      |                                      |                                      |  |  |                                                |                                        |                                        |                                        |                                        |                                        |  |  |                                                             |                                                             |                                                             |                                                             |                                                             |                                                             |  |  |                       |                       |                       |                       |                       |                       |  |  |              |              |              |              |              |              |  |  |                |                |                |                |                |                |  |  |                                  |                                  |                                  |                                  |                                  |                                  |  |  |  |  |  |  |  |  |  |  |  |  |  |  |  |  |  |  |  |  |  |  |  |  |  |  |  |  |  |  |  |  |  |  |  |  |
|                                         |                                         |                                         |                                         |                                         |                                         |  |  |                                      |                                      |                                      |                                      |                                      |                                      |  |  |                                       |                                       |                                       |                                       |                                       |                                       |  |  |                                      |                                      |                                      |                                      |                                      |                                      |  |  | (10)Tề Văn công ?-816 TCN - 804 TCN            |                                        |                                        |                                        |                                        |                                        |  |  |                                                             |                                                             |                                                             |                                                             |                                                             |                                                             |  |  |                       |                       |                       |                       |                       |                       |  |  |              |              |              |              |              |              |  |  |                |                |                |                |                |                |  |  |                                  |                                  |                                  |                                  |                                  |                                  |  |  |  |  |  |  |  |  |  |  |  |  |  |  |  |  |  |  |  |  |  |  |  |  |  |  |  |  |  |  |  |  |  |  |  |  |
|                                         |                                         |                                         |                                         |                                         |                                         |  |  |                                      |                                      |                                      |                                      |                                      |                                      |  |  |                                       |                                       |                                       |                                       |                                       |                                       |  |  |                                      |                                      |                                      |                                      |                                      |                                      |  |  |                                                |                                        |                                        |                                        |                                        |                                        |  |  |                                                             |                                                             |                                                             |                                                             |                                                             |                                                             |  |  |                       |                       |                       |                       |                       |                       |  |  |              |              |              |              |              |              |  |  |                |                |                |                |                |                |  |  |                                  |                                  |                                  |                                  |                                  |                                  |  |  |  |  |  |  |  |  |  |  |  |  |  |  |  |  |  |  |  |  |  |  |  |  |  |  |  |  |  |  |  |  |  |  |  |  |
|                                         |                                         |                                         |                                         |                                         |                                         |  |  |                                      |                                      |                                      |                                      |                                      |                                      |  |  |                                       |                                       |                                       |                                       |                                       |                                       |  |  |                                      |                                      |                                      |                                      |                                      |                                      |  |  |                                                |                                        |                                        |                                        |                                        |                                        |  |  |                                                             |                                                             |                                                             |                                                             |                                                             |                                                             |  |  |                       |                       |                       |                       |                       |                       |  |  |              |              |              |              |              |              |  |  |                |                |                |                |                |                |  |  |                                  |                                  |                                  |                                  |                                  |                                  |  |  |  |  |  |  |  |  |  |  |  |  |  |  |  |  |  |  |  |  |  |  |  |  |  |  |  |  |  |  |  |  |  |  |  |  |
|                                         |                                         |                                         |                                         |                                         |                                         |  |  |                                      |                                      |                                      |                                      |                                      |                                      |  |  |                                       |                                       |                                       |                                       |                                       |                                       |  |  |                                      |                                      |                                      |                                      |                                      |                                      |  |  | (11)Tề Thành công ?-804 TCN - 795 TCN          | (11)Tề Thành công ?-804 TCN - 795 TCN  | (11)Tề Thành công ?-804 TCN - 795 TCN  | (11)Tề Thành công ?-804 TCN - 795 TCN  | (11)Tề Thành công ?-804 TCN - 795 TCN  | (11)Tề Thành công ?-804 TCN - 795 TCN  |  |  | Công tử Cao Cao thị                                         | Công tử Cao Cao thị                                         | Công tử Cao Cao thị                                         | Công tử Cao Cao thị                                         | Công tử Cao Cao thị                                         | Công tử Cao Cao thị                                         |  |  |                       |                       |                       |                       |                       |                       |  |  |              |              |              |              |              |              |  |  |                |                |                |                |                |                |  |  |                                  |                                  |                                  |                                  |                                  |                                  |  |  |  |  |  |  |  |  |  |  |  |  |  |  |  |  |  |  |  |  |  |  |  |  |  |  |  |  |  |  |  |  |  |  |  |  |
|                                         |                                         |                                         |                                         |                                         |                                         |  |  |                                      |                                      |                                      |                                      |                                      |                                      |  |  |                                       |                                       |                                       |                                       |                                       |                                       |  |  |                                      |                                      |                                      |                                      |                                      |                                      |  |  | (11)Tề Thành công ?-804 TCN - 795 TCN          | (11)Tề Thành công ?-804 TCN - 795 TCN  | (11)Tề Thành công ?-804 TCN - 795 TCN  | (11)Tề Thành công ?-804 TCN - 795 TCN  | (11)Tề Thành công ?-804 TCN - 795 TCN  | (11)Tề Thành công ?-804 TCN - 795 TCN  |  |  | Công tử Cao Cao thị                                         | Công tử Cao Cao thị                                         | Công tử Cao Cao thị                                         | Công tử Cao Cao thị                                         | Công tử Cao Cao thị                                         | Công tử Cao Cao thị                                         |  |  |                       |                       |                       |                       |                       |                       |  |  |              |              |              |              |              |              |  |  |                |                |                |                |                |                |  |  |                                  |                                  |                                  |                                  |                                  |                                  |  |  |  |  |  |  |  |  |  |  |  |  |  |  |  |  |  |  |  |  |  |  |  |  |  |  |  |  |  |  |  |  |  |  |  |  |
|                                         |                                         |                                         |                                         |                                         |                                         |  |  |                                      |                                      |                                      |                                      |                                      |                                      |  |  |                                       |                                       |                                       |                                       |                                       |                                       |  |  |                                      |                                      |                                      |                                      |                                      |                                      |  |  | (12)Tề Trang công ?-795 TCN - 731 TCN          |                                        |                                        |                                        |                                        |                                        |  |  |                                                             |                                                             |                                                             |                                                             |                                                             |                                                             |  |  |                       |                       |                       |                       |                       |                       |  |  |              |              |              |              |              |              |  |  |                |                |                |                |                |                |  |  |                                  |                                  |                                  |                                  |                                  |                                  |  |  |  |  |  |  |  |  |  |  |  |  |  |  |  |  |  |  |  |  |  |  |  |  |  |  |  |  |  |  |  |  |  |  |  |  |
|                                         |                                         |                                         |                                         |                                         |                                         |  |  |                                      |                                      |                                      |                                      |                                      |                                      |  |  |                                       |                                       |                                       |                                       |                                       |                                       |  |  |                                      |                                      |                                      |                                      |                                      |                                      |  |  |                                                |                                        |                                        |                                        |                                        |                                        |  |  |                                                             |                                                             |                                                             |                                                             |                                                             |                                                             |  |  |                       |                       |                       |                       |                       |                       |  |  |              |              |              |              |              |              |  |  |                |                |                |                |                |                |  |  |                                  |                                  |                                  |                                  |                                  |                                  |  |  |  |  |  |  |  |  |  |  |  |  |  |  |  |  |  |  |  |  |  |  |  |  |  |  |  |  |  |  |  |  |  |  |  |  |
|                                         |                                         |                                         |                                         |                                         |                                         |  |  |                                      |                                      |                                      |                                      |                                      |                                      |  |  |                                       |                                       |                                       |                                       |                                       |                                       |  |  |                                      |                                      |                                      |                                      |                                      |                                      |  |  |                                                |                                        |                                        |                                        |                                        |                                        |  |  |                                                             |                                                             |                                                             |                                                             |                                                             |                                                             |  |  |                       |                       |                       |                       |                       |                       |  |  |              |              |              |              |              |              |  |  |                |                |                |                |                |                |  |  |                                  |                                  |                                  |                                  |                                  |                                  |  |  |  |  |  |  |  |  |  |  |  |  |  |  |  |  |  |  |  |  |  |  |  |  |  |  |  |  |  |  |  |  |  |  |  |  |
|                                         |                                         |                                         |                                         |                                         |                                         |  |  |                                      |                                      |                                      |                                      |                                      |                                      |  |  |                                       |                                       |                                       |                                       |                                       |                                       |  |  | Đắc Thần                             | Đắc Thần                             | Đắc Thần                             | Đắc Thần                             | Đắc Thần                             | Đắc Thần                             |  |  | (13)Tề Hy công ?-731 TCN - 698 TCN             | (13)Tề Hy công ?-731 TCN - 698 TCN     | (13)Tề Hy công ?-731 TCN - 698 TCN     | (13)Tề Hy công ?-731 TCN - 698 TCN     | (13)Tề Hy công ?-731 TCN - 698 TCN     | (13)Tề Hy công ?-731 TCN - 698 TCN     |  |  | Di Trọng Niên ?-699                                         | Di Trọng Niên ?-699                                         | Di Trọng Niên ?-699                                         | Di Trọng Niên ?-699                                         | Di Trọng Niên ?-699                                         | Di Trọng Niên ?-699                                         |  |  | Công tử Liệu Thấp thị | Công tử Liệu Thấp thị | Công tử Liệu Thấp thị | Công tử Liệu Thấp thị | Công tử Liệu Thấp thị | Công tử Liệu Thấp thị |  |  |              |              |              |              |              |              |  |  |                |                |                |                |                |                |  |  |                                  |                                  |                                  |                                  |                                  |                                  |  |  |  |  |  |  |  |  |  |  |  |  |  |  |  |  |  |  |  |  |  |  |  |  |  |  |  |  |  |  |  |  |  |  |  |  |
|                                         |                                         |                                         |                                         |                                         |                                         |  |  |                                      |                                      |                                      |                                      |                                      |                                      |  |  |                                       |                                       |                                       |                                       |                                       |                                       |  |  | Đắc Thần                             | Đắc Thần                             | Đắc Thần                             | Đắc Thần                             | Đắc Thần                             | Đắc Thần                             |  |  | (13)Tề Hy công ?-731 TCN - 698 TCN             | (13)Tề Hy công ?-731 TCN - 698 TCN     | (13)Tề Hy công ?-731 TCN - 698 TCN     | (13)Tề Hy công ?-731 TCN - 698 TCN     | (13)Tề Hy công ?-731 TCN - 698 TCN     | (13)Tề Hy công ?-731 TCN - 698 TCN     |  |  | Di Trọng Niên ?-699                                         | Di Trọng Niên ?-699                                         | Di Trọng Niên ?-699                                         | Di Trọng Niên ?-699                                         | Di Trọng Niên ?-699                                         | Di Trọng Niên ?-699                                         |  |  | Công tử Liệu Thấp thị | Công tử Liệu Thấp thị | Công tử Liệu Thấp thị | Công tử Liệu Thấp thị | Công tử Liệu Thấp thị | Công tử Liệu Thấp thị |  |  |              |              |              |              |              |              |  |  |                |                |                |                |                |                |  |  |                                  |                                  |                                  |                                  |                                  |                                  |  |  |  |  |  |  |  |  |  |  |  |  |  |  |  |  |  |  |  |  |  |  |  |  |  |  |  |  |  |  |  |  |  |  |  |  |
|                                         |                                         |                                         |                                         |                                         |                                         |  |  |                                      |                                      |                                      |                                      |                                      |                                      |  |  |                                       |                                       |                                       |                                       |                                       |                                       |  |  |                                      |                                      |                                      |                                      |                                      |                                      |  |  |                                                |                                        |                                        |                                        |                                        |                                        |  |  |                                                             |                                                             |                                                             |                                                             |                                                             |                                                             |  |  |                       |                       |                       |                       |                       |                       |  |  |              |              |              |              |              |              |  |  |                |                |                |                |                |                |  |  |                                  |                                  |                                  |                                  |                                  |                                  |  |  |  |  |  |  |  |  |  |  |  |  |  |  |  |  |  |  |  |  |  |  |  |  |  |  |  |  |  |  |  |  |  |  |  |  |
|                                         |                                         |                                         |                                         |                                         |                                         |  |  |                                      |                                      |                                      |                                      |                                      |                                      |  |  | (14)Tề Tương công ?-698 TCN - 686 TCN | (14)Tề Tương công ?-698 TCN - 686 TCN | (14)Tề Tương công ?-698 TCN - 686 TCN | (14)Tề Tương công ?-698 TCN - 686 TCN | (14)Tề Tương công ?-698 TCN - 686 TCN | (14)Tề Tương công ?-698 TCN - 686 TCN |  |  | Công tử Củ ?-685 TCN                 | Công tử Củ ?-685 TCN                 | Công tử Củ ?-685 TCN                 | Công tử Củ ?-685 TCN                 | Công tử Củ ?-685 TCN                 | Công tử Củ ?-685 TCN                 |  |  | (16)Tề Hoàn công ?-685 TCN - 643 TCN           | (16)Tề Hoàn công ?-685 TCN - 643 TCN   | (16)Tề Hoàn công ?-685 TCN - 643 TCN   | (16)Tề Hoàn công ?-685 TCN - 643 TCN   | (16)Tề Hoàn công ?-685 TCN - 643 TCN   | (16)Tề Hoàn công ?-685 TCN - 643 TCN   |  |  | (15)Công tôn Vô Tri Trọng Tôn thị 729 TCN-686 TCN - 685 TCN | (15)Công tôn Vô Tri Trọng Tôn thị 729 TCN-686 TCN - 685 TCN | (15)Công tôn Vô Tri Trọng Tôn thị 729 TCN-686 TCN - 685 TCN | (15)Công tôn Vô Tri Trọng Tôn thị 729 TCN-686 TCN - 685 TCN | (15)Công tôn Vô Tri Trọng Tôn thị 729 TCN-686 TCN - 685 TCN | (15)Công tôn Vô Tri Trọng Tôn thị 729 TCN-686 TCN - 685 TCN |  |  |                       |                       |                       |                       |                       |                       |  |  |              |              |              |              |              |              |  |  |                |                |                |                |                |                |  |  |                                  |                                  |                                  |                                  |                                  |                                  |  |  |  |  |  |  |  |  |  |  |  |  |  |  |  |  |  |  |  |  |  |  |  |  |  |  |  |  |  |  |  |  |  |  |  |  |
|                                         |                                         |                                         |                                         |                                         |                                         |  |  |                                      |                                      |                                      |                                      |                                      |                                      |  |  | (14)Tề Tương công ?-698 TCN - 686 TCN | (14)Tề Tương công ?-698 TCN - 686 TCN | (14)Tề Tương công ?-698 TCN - 686 TCN | (14)Tề Tương công ?-698 TCN - 686 TCN | (14)Tề Tương công ?-698 TCN - 686 TCN | (14)Tề Tương công ?-698 TCN - 686 TCN |  |  | Công tử Củ ?-685 TCN                 | Công tử Củ ?-685 TCN                 | Công tử Củ ?-685 TCN                 | Công tử Củ ?-685 TCN                 | Công tử Củ ?-685 TCN                 | Công tử Củ ?-685 TCN                 |  |  | (16)Tề Hoàn công ?-685 TCN - 643 TCN           | (16)Tề Hoàn công ?-685 TCN - 643 TCN   | (16)Tề Hoàn công ?-685 TCN - 643 TCN   | (16)Tề Hoàn công ?-685 TCN - 643 TCN   | (16)Tề Hoàn công ?-685 TCN - 643 TCN   | (16)Tề Hoàn công ?-685 TCN - 643 TCN   |  |  | (15)Công tôn Vô Tri Trọng Tôn thị 729 TCN-686 TCN - 685 TCN | (15)Công tôn Vô Tri Trọng Tôn thị 729 TCN-686 TCN - 685 TCN | (15)Công tôn Vô Tri Trọng Tôn thị 729 TCN-686 TCN - 685 TCN | (15)Công tôn Vô Tri Trọng Tôn thị 729 TCN-686 TCN - 685 TCN | (15)Công tôn Vô Tri Trọng Tôn thị 729 TCN-686 TCN - 685 TCN | (15)Công tôn Vô Tri Trọng Tôn thị 729 TCN-686 TCN - 685 TCN |  |  |                       |                       |                       |                       |                       |                       |  |  |              |              |              |              |              |              |  |  |                |                |                |                |                |                |  |  |                                  |                                  |                                  |                                  |                                  |                                  |  |  |  |  |  |  |  |  |  |  |  |  |  |  |  |  |  |  |  |  |  |  |  |  |  |  |  |  |  |  |  |  |  |  |  |  |
|                                         |                                         |                                         |                                         |                                         |                                         |  |  |                                      |                                      |                                      |                                      |                                      |                                      |  |  |                                       |                                       |                                       |                                       |                                       |                                       |  |  |                                      |                                      |                                      |                                      |                                      |                                      |  |  |                                                |                                        |                                        |                                        |                                        |                                        |  |  |                                                             |                                                             |                                                             |                                                             |                                                             |                                                             |  |  |                       |                       |                       |                       |                       |                       |  |  |              |              |              |              |              |              |  |  |                |                |                |                |                |                |  |  |                                  |                                  |                                  |                                  |                                  |                                  |  |  |  |  |  |  |  |  |  |  |  |  |  |  |  |  |  |  |  |  |  |  |  |  |  |  |  |  |  |  |  |  |  |  |  |  |
| (17)Công tử Vô Khuy ?-643 TCN - 642 TCN | (17)Công tử Vô Khuy ?-643 TCN - 642 TCN | (17)Công tử Vô Khuy ?-643 TCN - 642 TCN | (17)Công tử Vô Khuy ?-643 TCN - 642 TCN | (17)Công tử Vô Khuy ?-643 TCN - 642 TCN | (17)Công tử Vô Khuy ?-643 TCN - 642 TCN |  |  | (18)Tề Hiếu công ?-642 TCN - 633 TCN | (18)Tề Hiếu công ?-642 TCN - 633 TCN | (18)Tề Hiếu công ?-642 TCN - 633 TCN | (18)Tề Hiếu công ?-642 TCN - 633 TCN | (18)Tề Hiếu công ?-642 TCN - 633 TCN | (18)Tề Hiếu công ?-642 TCN - 633 TCN |  |  | (19)Tề Chiêu công ?-633 TCN - 613 TCN | (19)Tề Chiêu công ?-633 TCN - 613 TCN | (19)Tề Chiêu công ?-633 TCN - 613 TCN | (19)Tề Chiêu công ?-633 TCN - 613 TCN | (19)Tề Chiêu công ?-633 TCN - 613 TCN | (19)Tề Chiêu công ?-633 TCN - 613 TCN |  |  | (21)Tề Ý công ?-613 TCN - 609 TCN    | (21)Tề Ý công ?-613 TCN - 609 TCN    | (21)Tề Ý công ?-613 TCN - 609 TCN    | (21)Tề Ý công ?-613 TCN - 609 TCN    | (21)Tề Ý công ?-613 TCN - 609 TCN    | (21)Tề Ý công ?-613 TCN - 609 TCN    |  |  | (22)Tề Huệ công ?-609 TCN - 599 TCN            | (22)Tề Huệ công ?-609 TCN - 599 TCN    | (22)Tề Huệ công ?-609 TCN - 599 TCN    | (22)Tề Huệ công ?-609 TCN - 599 TCN    | (22)Tề Huệ công ?-609 TCN - 599 TCN    | (22)Tề Huệ công ?-609 TCN - 599 TCN    |  |  | Công tử Ung                                                 | Công tử Ung                                                 | Công tử Ung                                                 | Công tử Ung                                                 | Công tử Ung                                                 | Công tử Ung                                                 |  |  |                       |                       |                       |                       |                       |                       |  |  |              |              |              |              |              |              |  |  |                |                |                |                |                |                |  |  |                                  |                                  |                                  |                                  |                                  |                                  |  |  |  |  |  |  |  |  |  |  |  |  |  |  |  |  |  |  |  |  |  |  |  |  |  |  |  |  |  |  |  |  |  |  |  |  |
| (17)Công tử Vô Khuy ?-643 TCN - 642 TCN | (17)Công tử Vô Khuy ?-643 TCN - 642 TCN | (17)Công tử Vô Khuy ?-643 TCN - 642 TCN | (17)Công tử Vô Khuy ?-643 TCN - 642 TCN | (17)Công tử Vô Khuy ?-643 TCN - 642 TCN | (17)Công tử Vô Khuy ?-643 TCN - 642 TCN |  |  | (18)Tề Hiếu công ?-642 TCN - 633 TCN | (18)Tề Hiếu công ?-642 TCN - 633 TCN | (18)Tề Hiếu công ?-642 TCN - 633 TCN | (18)Tề Hiếu công ?-642 TCN - 633 TCN | (18)Tề Hiếu công ?-642 TCN - 633 TCN | (18)Tề Hiếu công ?-642 TCN - 633 TCN |  |  | (19)Tề Chiêu công ?-633 TCN - 613 TCN | (19)Tề Chiêu công ?-633 TCN - 613 TCN | (19)Tề Chiêu công ?-633 TCN - 613 TCN | (19)Tề Chiêu công ?-633 TCN - 613 TCN | (19)Tề Chiêu công ?-633 TCN - 613 TCN | (19)Tề Chiêu công ?-633 TCN - 613 TCN |  |  | (21)Tề Ý công ?-613 TCN - 609 TCN    | (21)Tề Ý công ?-613 TCN - 609 TCN    | (21)Tề Ý công ?-613 TCN - 609 TCN    | (21)Tề Ý công ?-613 TCN - 609 TCN    | (21)Tề Ý công ?-613 TCN - 609 TCN    | (21)Tề Ý công ?-613 TCN - 609 TCN    |  |  | (22)Tề Huệ công ?-609 TCN - 599 TCN            | (22)Tề Huệ công ?-609 TCN - 599 TCN    | (22)Tề Huệ công ?-609 TCN - 599 TCN    | (22)Tề Huệ công ?-609 TCN - 599 TCN    | (22)Tề Huệ công ?-609 TCN - 599 TCN    | (22)Tề Huệ công ?-609 TCN - 599 TCN    |  |  | Công tử Ung                                                 | Công tử Ung                                                 | Công tử Ung                                                 | Công tử Ung                                                 | Công tử Ung                                                 | Công tử Ung                                                 |  |  |                       |                       |                       |                       |                       |                       |  |  |              |              |              |              |              |              |  |  |                |                |                |                |                |                |  |  |                                  |                                  |                                  |                                  |                                  |                                  |  |  |  |  |  |  |  |  |  |  |  |  |  |  |  |  |  |  |  |  |  |  |  |  |  |  |  |  |  |  |  |  |  |  |  |  |
|                                         |                                         |                                         |                                         |                                         |                                         |  |  |                                      |                                      |                                      |                                      |                                      |                                      |  |  |                                       |                                       |                                       |                                       |                                       |                                       |  |  |                                      |                                      |                                      |                                      |                                      |                                      |  |  |                                                |                                        |                                        |                                        |                                        |                                        |  |  |                                                             |                                                             |                                                             |                                                             |                                                             |                                                             |  |  |                       |                       |                       |                       |                       |                       |  |  |              |              |              |              |              |              |  |  |                |                |                |                |                |                |  |  |                                  |                                  |                                  |                                  |                                  |                                  |  |  |  |  |  |  |  |  |  |  |  |  |  |  |  |  |  |  |  |  |  |  |  |  |  |  |  |  |  |  |  |  |  |  |  |  |
|                                         |                                         |                                         |                                         |                                         |                                         |  |  |                                      |                                      |                                      |                                      |                                      |                                      |  |  | (20)Xá ?-609 TCN                      | (20)Xá ?-609 TCN                      | (20)Xá ?-609 TCN                      | (20)Xá ?-609 TCN                      | (20)Xá ?-609 TCN                      | (20)Xá ?-609 TCN                      |  |  |                                      |                                      |                                      |                                      |                                      |                                      |  |  | (23)Tề Khoảnh công ?-599 TCN - 582 TCN         | (23)Tề Khoảnh công ?-599 TCN - 582 TCN | (23)Tề Khoảnh công ?-599 TCN - 582 TCN | (23)Tề Khoảnh công ?-599 TCN - 582 TCN | (23)Tề Khoảnh công ?-599 TCN - 582 TCN | (23)Tề Khoảnh công ?-599 TCN - 582 TCN |  |  | Công tử Kiên Loan thị                                       | Công tử Kiên Loan thị                                       | Công tử Kiên Loan thị                                       | Công tử Kiên Loan thị                                       | Công tử Kiên Loan thị                                       | Công tử Kiên Loan thị                                       |  |  | Công tử Kì Cao thị    | Công tử Kì Cao thị    | Công tử Kì Cao thị    | Công tử Kì Cao thị    | Công tử Kì Cao thị    | Công tử Kì Cao thị    |  |  |              |              |              |              |              |              |  |  |                |                |                |                |                |                |  |  |                                  |                                  |                                  |                                  |                                  |                                  |  |  |  |  |  |  |  |  |  |  |  |  |  |  |  |  |  |  |  |  |  |  |  |  |  |  |  |  |  |  |  |  |  |  |  |  |
|                                         |                                         |                                         |                                         |                                         |                                         |  |  |                                      |                                      |                                      |                                      |                                      |                                      |  |  | (20)Xá ?-609 TCN                      | (20)Xá ?-609 TCN                      | (20)Xá ?-609 TCN                      | (20)Xá ?-609 TCN                      | (20)Xá ?-609 TCN                      | (20)Xá ?-609 TCN                      |  |  |                                      |                                      |                                      |                                      |                                      |                                      |  |  | (23)Tề Khoảnh công ?-599 TCN - 582 TCN         | (23)Tề Khoảnh công ?-599 TCN - 582 TCN | (23)Tề Khoảnh công ?-599 TCN - 582 TCN | (23)Tề Khoảnh công ?-599 TCN - 582 TCN | (23)Tề Khoảnh công ?-599 TCN - 582 TCN | (23)Tề Khoảnh công ?-599 TCN - 582 TCN |  |  | Công tử Kiên Loan thị                                       | Công tử Kiên Loan thị                                       | Công tử Kiên Loan thị                                       | Công tử Kiên Loan thị                                       | Công tử Kiên Loan thị                                       | Công tử Kiên Loan thị                                       |  |  | Công tử Kì Cao thị    | Công tử Kì Cao thị    | Công tử Kì Cao thị    | Công tử Kì Cao thị    | Công tử Kì Cao thị    | Công tử Kì Cao thị    |  |  |              |              |              |              |              |              |  |  |                |                |                |                |                |                |  |  |                                  |                                  |                                  |                                  |                                  |                                  |  |  |  |  |  |  |  |  |  |  |  |  |  |  |  |  |  |  |  |  |  |  |  |  |  |  |  |  |  |  |  |  |  |  |  |  |
|                                         |                                         |                                         |                                         |                                         |                                         |  |  |                                      |                                      |                                      |                                      |                                      |                                      |  |  |                                       |                                       |                                       |                                       |                                       |                                       |  |  |                                      |                                      |                                      |                                      |                                      |                                      |  |  |                                                |                                        |                                        |                                        |                                        |                                        |  |  |                                                             |                                                             |                                                             |                                                             |                                                             |                                                             |  |  |                       |                       |                       |                       |                       |                       |  |  |              |              |              |              |              |              |  |  |                |                |                |                |                |                |  |  |                                  |                                  |                                  |                                  |                                  |                                  |  |  |  |  |  |  |  |  |  |  |  |  |  |  |  |  |  |  |  |  |  |  |  |  |  |  |  |  |  |  |  |  |  |  |  |  |
|                                         |                                         |                                         |                                         |                                         |                                         |  |  |                                      |                                      |                                      |                                      |                                      |                                      |  |  |                                       |                                       |                                       |                                       |                                       |                                       |  |  |                                      |                                      |                                      |                                      |                                      |                                      |  |  | (24)Tề Linh công ?-582 TCN - 554 TCN           | (24)Tề Linh công ?-582 TCN - 554 TCN   | (24)Tề Linh công ?-582 TCN - 554 TCN   | (24)Tề Linh công ?-582 TCN - 554 TCN   | (24)Tề Linh công ?-582 TCN - 554 TCN   | (24)Tề Linh công ?-582 TCN - 554 TCN   |  |  | Công tử Giác                                                | Công tử Giác                                                | Công tử Giác                                                | Công tử Giác                                                | Công tử Giác                                                | Công tử Giác                                                |  |  | Tử Thành              | Tử Thành              | Tử Thành              | Tử Thành              | Tử Thành              | Tử Thành              |  |  | Tử Công      | Tử Công      | Tử Công      | Tử Công      | Tử Công      | Tử Công      |  |  | Tử Hạ Thắng    | Tử Hạ Thắng    | Tử Hạ Thắng    | Tử Hạ Thắng    | Tử Hạ Thắng    | Tử Hạ Thắng    |  |  | □                                | □                                | □                                | □                                | □                                | □                                |  |  |  |  |  |  |  |  |  |  |  |  |  |  |  |  |  |  |  |  |  |  |  |  |  |  |  |  |  |  |  |  |  |  |  |  |
|                                         |                                         |                                         |                                         |                                         |                                         |  |  |                                      |                                      |                                      |                                      |                                      |                                      |  |  |                                       |                                       |                                       |                                       |                                       |                                       |  |  |                                      |                                      |                                      |                                      |                                      |                                      |  |  | (24)Tề Linh công ?-582 TCN - 554 TCN           | (24)Tề Linh công ?-582 TCN - 554 TCN   | (24)Tề Linh công ?-582 TCN - 554 TCN   | (24)Tề Linh công ?-582 TCN - 554 TCN   | (24)Tề Linh công ?-582 TCN - 554 TCN   | (24)Tề Linh công ?-582 TCN - 554 TCN   |  |  | Công tử Giác                                                | Công tử Giác                                                | Công tử Giác                                                | Công tử Giác                                                | Công tử Giác                                                | Công tử Giác                                                |  |  | Tử Thành              | Tử Thành              | Tử Thành              | Tử Thành              | Tử Thành              | Tử Thành              |  |  | Tử Công      | Tử Công      | Tử Công      | Tử Công      | Tử Công      | Tử Công      |  |  | Tử Hạ Thắng    | Tử Hạ Thắng    | Tử Hạ Thắng    | Tử Hạ Thắng    | Tử Hạ Thắng    | Tử Hạ Thắng    |  |  | □                                | □                                | □                                | □                                | □                                | □                                |  |  |  |  |  |  |  |  |  |  |  |  |  |  |  |  |  |  |  |  |  |  |  |  |  |  |  |  |  |  |  |  |  |  |  |  |
|                                         |                                         |                                         |                                         |                                         |                                         |  |  |                                      |                                      |                                      |                                      |                                      |                                      |  |  |                                       |                                       |                                       |                                       |                                       |                                       |  |  |                                      |                                      |                                      |                                      |                                      |                                      |  |  |                                                |                                        |                                        |                                        |                                        |                                        |  |  |                                                             |                                                             |                                                             |                                                             |                                                             |                                                             |  |  |                       |                       |                       |                       |                       |                       |  |  |              |              |              |              |              |              |  |  |                |                |                |                |                |                |  |  |                                  |                                  |                                  |                                  |                                  |                                  |  |  |  |  |  |  |  |  |  |  |  |  |  |  |  |  |  |  |  |  |  |  |  |  |  |  |  |  |  |  |  |  |  |  |  |  |
|                                         |                                         |                                         |                                         |                                         |                                         |  |  |                                      |                                      |                                      |                                      |                                      |                                      |  |  | (25)Tề Trang công ?-554 TCN - 548 TCN | (25)Tề Trang công ?-554 TCN - 548 TCN | (25)Tề Trang công ?-554 TCN - 548 TCN | (25)Tề Trang công ?-554 TCN - 548 TCN | (25)Tề Trang công ?-554 TCN - 548 TCN | (25)Tề Trang công ?-554 TCN - 548 TCN |  |  | Công tử Nha                          | Công tử Nha                          | Công tử Nha                          | Công tử Nha                          | Công tử Nha                          | Công tử Nha                          |  |  | (26)Tề Cảnh công ?-548 TCN - 490 TCN           | (26)Tề Cảnh công ?-548 TCN - 490 TCN   | (26)Tề Cảnh công ?-548 TCN - 490 TCN   | (26)Tề Cảnh công ?-548 TCN - 490 TCN   | (26)Tề Cảnh công ?-548 TCN - 490 TCN   | (26)Tề Cảnh công ?-548 TCN - 490 TCN   |  |  |                                                             |                                                             |                                                             |                                                             |                                                             |                                                             |  |  |                       |                       |                       |                       |                       |                       |  |  |              |              |              |              |              |              |  |  | Công tôn Thanh | Công tôn Thanh | Công tôn Thanh | Công tôn Thanh | Công tôn Thanh | Công tôn Thanh |  |  | Công tôn Tiệp                    | Công tôn Tiệp                    | Công tôn Tiệp                    | Công tôn Tiệp                    | Công tôn Tiệp                    | Công tôn Tiệp                    |  |  |  |  |  |  |  |  |  |  |  |  |  |  |  |  |  |  |  |  |  |  |  |  |  |  |  |  |  |  |  |  |  |  |  |  |
|                                         |                                         |                                         |                                         |                                         |                                         |  |  |                                      |                                      |                                      |                                      |                                      |                                      |  |  | (25)Tề Trang công ?-554 TCN - 548 TCN | (25)Tề Trang công ?-554 TCN - 548 TCN | (25)Tề Trang công ?-554 TCN - 548 TCN | (25)Tề Trang công ?-554 TCN - 548 TCN | (25)Tề Trang công ?-554 TCN - 548 TCN | (25)Tề Trang công ?-554 TCN - 548 TCN |  |  | Công tử Nha                          | Công tử Nha                          | Công tử Nha                          | Công tử Nha                          | Công tử Nha                          | Công tử Nha                          |  |  | (26)Tề Cảnh công ?-548 TCN - 490 TCN           | (26)Tề Cảnh công ?-548 TCN - 490 TCN   | (26)Tề Cảnh công ?-548 TCN - 490 TCN   | (26)Tề Cảnh công ?-548 TCN - 490 TCN   | (26)Tề Cảnh công ?-548 TCN - 490 TCN   | (26)Tề Cảnh công ?-548 TCN - 490 TCN   |  |  |                                                             |                                                             |                                                             |                                                             |                                                             |                                                             |  |  |                       |                       |                       |                       |                       |                       |  |  |              |              |              |              |              |              |  |  | Công tôn Thanh | Công tôn Thanh | Công tôn Thanh | Công tôn Thanh | Công tôn Thanh | Công tôn Thanh |  |  | Công tôn Tiệp                    | Công tôn Tiệp                    | Công tôn Tiệp                    | Công tôn Tiệp                    | Công tôn Tiệp                    | Công tôn Tiệp                    |  |  |  |  |  |  |  |  |  |  |  |  |  |  |  |  |  |  |  |  |  |  |  |  |  |  |  |  |  |  |  |  |  |  |  |  |
|                                         |                                         |                                         |                                         |                                         |                                         |  |  |                                      |                                      |                                      |                                      |                                      |                                      |  |  |                                       |                                       |                                       |                                       |                                       |                                       |  |  |                                      |                                      |                                      |                                      |                                      |                                      |  |  |                                                |                                        |                                        |                                        |                                        |                                        |  |  |                                                             |                                                             |                                                             |                                                             |                                                             |                                                             |  |  |                       |                       |                       |                       |                       |                       |  |  |              |              |              |              |              |              |  |  |                |                |                |                |                |                |  |  |                                  |                                  |                                  |                                  |                                  |                                  |  |  |  |  |  |  |  |  |  |  |  |  |  |  |  |  |  |  |  |  |  |  |  |  |  |  |  |  |  |  |  |  |  |  |  |  |
|                                         |                                         |                                         |                                         |                                         |                                         |  |  |                                      |                                      |                                      |                                      |                                      |                                      |  |  |                                       |                                       |                                       |                                       |                                       |                                       |  |  | Yên Cơ tử                            | Yên Cơ tử                            | Yên Cơ tử                            | Yên Cơ tử                            | Yên Cơ tử                            | Yên Cơ tử                            |  |  | (28)Tề Điệu công ?-489 TCN - 485 TCN           | (28)Tề Điệu công ?-489 TCN - 485 TCN   | (28)Tề Điệu công ?-489 TCN - 485 TCN   | (28)Tề Điệu công ?-489 TCN - 485 TCN   | (28)Tề Điệu công ?-489 TCN - 485 TCN   | (28)Tề Điệu công ?-489 TCN - 485 TCN   |  |  | Công tử Gia                                                 | Công tử Gia                                                 | Công tử Gia                                                 | Công tử Gia                                                 | Công tử Gia                                                 | Công tử Gia                                                 |  |  | Công tử Câu           | Công tử Câu           | Công tử Câu           | Công tử Câu           | Công tử Câu           | Công tử Câu           |  |  | Công tử Kiềm | Công tử Kiềm | Công tử Kiềm | Công tử Kiềm | Công tử Kiềm | Công tử Kiềm |  |  | Công tử Tư     | Công tử Tư     | Công tử Tư     | Công tử Tư     | Công tử Tư     | Công tử Tư     |  |  | (27)Tề An Nhũ Tử ?-490 TCN - 489 | (27)Tề An Nhũ Tử ?-490 TCN - 489 | (27)Tề An Nhũ Tử ?-490 TCN - 489 | (27)Tề An Nhũ Tử ?-490 TCN - 489 | (27)Tề An Nhũ Tử ?-490 TCN - 489 | (27)Tề An Nhũ Tử ?-490 TCN - 489 |  |  |  |  |  |  |  |  |  |  |  |  |  |  |  |  |  |  |  |  |  |  |  |  |  |  |  |  |  |  |  |  |  |  |  |  |
|                                         |                                         |                                         |                                         |                                         |                                         |  |  |                                      |                                      |                                      |                                      |                                      |                                      |  |  |                                       |                                       |                                       |                                       |                                       |                                       |  |  | Yên Cơ tử                            | Yên Cơ tử                            | Yên Cơ tử                            | Yên Cơ tử                            | Yên Cơ tử                            | Yên Cơ tử                            |  |  | (28)Tề Điệu công ?-489 TCN - 485 TCN           | (28)Tề Điệu công ?-489 TCN - 485 TCN   | (28)Tề Điệu công ?-489 TCN - 485 TCN   | (28)Tề Điệu công ?-489 TCN - 485 TCN   | (28)Tề Điệu công ?-489 TCN - 485 TCN   | (28)Tề Điệu công ?-489 TCN - 485 TCN   |  |  | Công tử Gia                                                 | Công tử Gia                                                 | Công tử Gia                                                 | Công tử Gia                                                 | Công tử Gia                                                 | Công tử Gia                                                 |  |  | Công tử Câu           | Công tử Câu           | Công tử Câu           | Công tử Câu           | Công tử Câu           | Công tử Câu           |  |  | Công tử Kiềm | Công tử Kiềm | Công tử Kiềm | Công tử Kiềm | Công tử Kiềm | Công tử Kiềm |  |  | Công tử Tư     | Công tử Tư     | Công tử Tư     | Công tử Tư     | Công tử Tư     | Công tử Tư     |  |  | (27)Tề An Nhũ Tử ?-490 TCN - 489 | (27)Tề An Nhũ Tử ?-490 TCN - 489 | (27)Tề An Nhũ Tử ?-490 TCN - 489 | (27)Tề An Nhũ Tử ?-490 TCN - 489 | (27)Tề An Nhũ Tử ?-490 TCN - 489 | (27)Tề An Nhũ Tử ?-490 TCN - 489 |  |  |  |  |  |  |  |  |  |  |  |  |  |  |  |  |  |  |  |  |  |  |  |  |  |  |  |  |  |  |  |  |  |  |  |  |
|                                         |                                         |                                         |                                         |                                         |                                         |  |  |                                      |                                      |                                      |                                      |                                      |                                      |  |  |                                       |                                       |                                       |                                       |                                       |                                       |  |  |                                      |                                      |                                      |                                      |                                      |                                      |  |  |                                                |                                        |                                        |                                        |                                        |                                        |  |  |                                                             |                                                             |                                                             |                                                             |                                                             |                                                             |  |  |                       |                       |                       |                       |                       |                       |  |  |              |              |              |              |              |              |  |  |                |                |                |                |                |                |  |  |                                  |                                  |                                  |                                  |                                  |                                  |  |  |  |  |  |  |  |  |  |  |  |  |  |  |  |  |  |  |  |  |  |  |  |  |  |  |  |  |  |  |  |  |  |  |  |  |
|                                         |                                         |                                         |                                         |                                         |                                         |  |  |                                      |                                      |                                      |                                      |                                      |                                      |  |  |                                       |                                       |                                       |                                       |                                       |                                       |  |  | (29)Tề Giản công ?-485 TCN - 481 TCN | (29)Tề Giản công ?-485 TCN - 481 TCN | (29)Tề Giản công ?-485 TCN - 481 TCN | (29)Tề Giản công ?-485 TCN - 481 TCN | (29)Tề Giản công ?-485 TCN - 481 TCN | (29)Tề Giản công ?-485 TCN - 481 TCN |  |  | (30)Tề Bình công ?-481 TCN - 456 TCN           | (30)Tề Bình công ?-481 TCN - 456 TCN   | (30)Tề Bình công ?-481 TCN - 456 TCN   | (30)Tề Bình công ?-481 TCN - 456 TCN   | (30)Tề Bình công ?-481 TCN - 456 TCN   | (30)Tề Bình công ?-481 TCN - 456 TCN   |  |  |                                                             |                                                             |                                                             |                                                             |                                                             |                                                             |  |  |                       |                       |                       |                       |                       |                       |  |  |              |              |              |              |              |              |  |  |                |                |                |                |                |                |  |  |                                  |                                  |                                  |                                  |                                  |                                  |  |  |  |  |  |  |  |  |  |  |  |  |  |  |  |  |  |  |  |  |  |  |  |  |  |  |  |  |  |  |  |  |  |  |  |  |
|                                         |                                         |                                         |                                         |                                         |                                         |  |  |                                      |                                      |                                      |                                      |                                      |                                      |  |  |                                       |                                       |                                       |                                       |                                       |                                       |  |  | (29)Tề Giản công ?-485 TCN - 481 TCN | (29)Tề Giản công ?-485 TCN - 481 TCN | (29)Tề Giản công ?-485 TCN - 481 TCN | (29)Tề Giản công ?-485 TCN - 481 TCN | (29)Tề Giản công ?-485 TCN - 481 TCN | (29)Tề Giản công ?-485 TCN - 481 TCN |  |  | (30)Tề Bình công ?-481 TCN - 456 TCN           | (30)Tề Bình công ?-481 TCN - 456 TCN   | (30)Tề Bình công ?-481 TCN - 456 TCN   | (30)Tề Bình công ?-481 TCN - 456 TCN   | (30)Tề Bình công ?-481 TCN - 456 TCN   | (30)Tề Bình công ?-481 TCN - 456 TCN   |  |  |                                                             |                                                             |                                                             |                                                             |                                                             |                                                             |  |  |                       |                       |                       |                       |                       |                       |  |  |              |              |              |              |              |              |  |  |                |                |                |                |                |                |  |  |                                  |                                  |                                  |                                  |                                  |                                  |  |  |  |  |  |  |  |  |  |  |  |  |  |  |  |  |  |  |  |  |  |  |  |  |  |  |  |  |  |  |  |  |  |  |  |  |
|                                         |                                         |                                         |                                         |                                         |                                         |  |  |                                      |                                      |                                      |                                      |                                      |                                      |  |  |                                       |                                       |                                       |                                       |                                       |                                       |  |  |                                      |                                      |                                      |                                      |                                      |                                      |  |  | (31)Tề Tuyên công ?-456 TCN - 405 TCN          |                                        |                                        |                                        |                                        |                                        |  |  |                                                             |                                                             |                                                             |                                                             |                                                             |                                                             |  |  |                       |                       |                       |                       |                       |                       |  |  |              |              |              |              |              |              |  |  |                |                |                |                |                |                |  |  |                                  |                                  |                                  |                                  |                                  |                                  |  |  |  |  |  |  |  |  |  |  |  |  |  |  |  |  |  |  |  |  |  |  |  |  |  |  |  |  |  |  |  |  |  |  |  |  |
|                                         |                                         |                                         |                                         |                                         |                                         |  |  |                                      |                                      |                                      |                                      |                                      |                                      |  |  |                                       |                                       |                                       |                                       |                                       |                                       |  |  |                                      |                                      |                                      |                                      |                                      |                                      |  |  |                                                |                                        |                                        |                                        |                                        |                                        |  |  |                                                             |                                                             |                                                             |                                                             |                                                             |                                                             |  |  |                       |                       |                       |                       |                       |                       |  |  |              |              |              |              |              |              |  |  |                |                |                |                |                |                |  |  |                                  |                                  |                                  |                                  |                                  |                                  |  |  |  |  |  |  |  |  |  |  |  |  |  |  |  |  |  |  |  |  |  |  |  |  |  |  |  |  |  |  |  |  |  |  |  |  |
|                                         |                                         |                                         |                                         |                                         |                                         |  |  |                                      |                                      |                                      |                                      |                                      |                                      |  |  |                                       |                                       |                                       |                                       |                                       |                                       |  |  |                                      |                                      |                                      |                                      |                                      |                                      |  |  | (32)Tề Khang công ?-405 TCN - 386 TCN- 379 TCN |                                        |                                        |                                        |                                        |                                        |  |  |                                                             |                                                             |                                                             |                                                             |                                                             |                                                             |  |  |                       |                       |                       |                       |                       |                       |  |  |              |              |              |              |              |              |  |  |                |                |                |                |                |                |  |  |                                  |                                  |                                  |                                  |                                  |                                  |  |  |  |  |  |  |  |  |  |  |  |  |  |  |  |  |  |  |  |  |  |  |  |  |  |  |  |  |  |  |  |  |  |  |  |  |

| Tước hiệu                     | Họ tên                                | Thời gian trị vì | Số năm   |
| ----------------------------- | ------------------------------------- | ---------------- | -------- |
| Tề Thái công                  | Khương Thượng, tự Tử Nha              | ?-1000 TCN       | ?        |
| Tề Đinh công                  | Khương Cấp (hay Khương Cập)           | 999 TCN-?        | ?        |
| Tề Ất công                    | Khương Đắc                            | ? —?             | ?        |
| Tề Quý công                   | Khương Từ Mẫu                         | ? —?             | ?        |
| Tề Ai công                    | Khương Bất Thần (hay Khương Bất Thìn) | ? —863 TCN       | ?        |
| Tề Hồ công                    | Khương Tĩnh                           | 862 TCN—860 TCN  | 3        |
| Tề Hiến công                  | Khương Sơn                            | 859 TCN—851 TCN  | 9        |
| Tề Vũ công                    | Khương Thọ                            | 850 TCN—825 TCN  | 26       |
| Tề Lệ công                    | Khương Vô Kị                          | 824 TCN—816 TCN  | 9        |
| Tề Văn công                   | Khương Xích                           | 815 TCN—804 TCN  | 12       |
| Tề Thành công                 | Khương Thoát (hay Khương Thuyết)      | 803 TCN—795 TCN  | 9        |
| Tề Trang công                 | Khương Cấu                            | 794 TCN—731 TCN  | 64       |
| Tề Ly công                    | Khương Lộc Phủ                        | 730 TCN—698 TCN  | 33       |
| Tề Tương công                 | Khương Chư Nhi                        | 697 TCN—686 TCN  | 12       |
|                               | Khương Vô Tri (Công Tôn Vô Tri)       | 686 TCN          | 2 tháng  |
| Tề Hoàn công                  | Khương Tiểu Bạch                      | 685 TCN—643 TCN  | 43       |
|                               | Khương Vô Khuy                        | 643 TCN          | 3 tháng  |
| Tề Hiếu công                  | Khương Chiêu                          | 642 TCN—633 TCN  | 10       |
| Tề Chiêu công                 | Khương Phan                           | 632 TCN—613 TCN  | 20       |
|                               | Khương Xá                             | 613 TCN          | 5 tháng  |
| Tề Ý công                     | Khương Thương Nhân                    | 612 TCN—609 TCN  | 4        |
| Tề Huệ công                   | Khương Nguyên                         | 608 TCN—599 TCN  | 10       |
| Tề Khoảnh công                | Khương Vô Dã                          | 598 TCN—582 TCN  | 17       |
| Tề Linh công                  | Khương Hoàn                           | 581 TCN—554 TCN  | 28       |
| Tề Trang công                 | Khương Quang                          | 553 TCN—548 TCN  | 6        |
| Tề Cảnh công                  | Khương Xử Cữu                         | 547 TCN—490 TCN  | 58       |
| Tề An Nhũ Tử (Tề An Nhụ công) | Khương Đồ                             | 489 TCN          | 10 tháng |
| Tề Điệu công                  | Khương Dương Sinh                     | 488 TCN—485 TCN  | 4        |
| Tề Giản công                  | Khương Nhâm                           | 484 TCN—481 TCN  | 4        |
| Tề Bình công                  | Khương Ngao                           | 480 TCN—456 TCN  | 25       |
| Tề Tuyên công                 | Khương Tích                           | 455 TCN—405 TCN  | 51       |
| Tề Khang công                 | Khương Thải                           | 404 TCN—379 TCN  | 26       |

### Phu nhân chư hầu nổi tiếng
- Văn Khương
- Ai Khương